# Soppressata cilentana
La soppressata cilentana è un salume insaccato previa affumicatura. Viene prodotta nel Cilento (provincia di Salerno).

## Descrizione
Il prodotto si presenta con una stagionatura di almeno 40 giorni. La carne suina viene triturata o tagliuzzata e miscelata con sale e aromi naturali. L'impasto viene asciugato all'aria dopo essere stato posto in pani (sorta di panieri in fibra naturale) e insaccato in budello naturale suino. Segue poi una fase di affumicatura con legna di bosco (faggio e quercia).

## Soppressata di Gioi
Un particolare riconoscimento ha la "soppressata" prodotta nel comune di Gioi, ritenuta di particolare pregio.
Nell'opera di Nicola Onorati Compendio di agricoltura pratica, edito nel 1817, si parla diffusamente della soppressata di Gioi: si sottolinea l'antichità di questa produzione (i primi cenni risalgono addirittura all'XI secolo) e la singolarità della tecnica. Infatti, è l'unico salame campano lardellato, una tecnica che si ritrova ad esempio in Abruzzo, probabilmente veicolata dagli scambi di informazione della civiltà pastorale transumante. Quella campana comunque, prende il nome dalla cittadina di Gioi, situata a pochi chilometri dalla costa tirrenica, in collina, a circa seicento metri di altitudine, nel cui territorio si produce. Si ricava soltanto dalle parti pregiate del suino, filetto e coscia, accuratamente mondate di tutte le cartilagini e dei nervetti e condita con sale e pepe. L'impasto, amalgamato con cura, deve riposare per una decina di ore. Quindi s'insacca nel budello naturale, inserendo al centro un filetto di lardo lungo quanto il budello stesso. Inizia poi la fase della stagionatura. La presenza del lardello, oltre che dare un tocco decorativo, contribuisce a mantenere umido l'impasto. La maturazione ottimale è di 40/45 giorni.
La soppressata di Gioi ha la forma di una pagnottella divisa in due (una piccola paesana) e il colore della buccia e dell'impasto rosso bruno, reso ancora più intenso dal contrasto col bianco marmoreo del lardo intero. I profumi sono molto intensi e aromatici: le note minerali e affumicate non devono prevalere sui sentori speziati e muschiati. In bocca il gusto è lungo, ricco, con una sfumatura finale di castagna. Ottima per aprire un pasto, o come spuntino, la soppressata si accompagna benissimo con un rosso cilentano o meglio ancora con un rosato di buon corpo.